# Licania crassivenia
Licania crassivenia är en tvåhjärtbladig växtart som beskrevs av Joseph Dalton Hooker och Richard Spruce. Licania crassivenia ingår i släktet Licania och familjen Chrysobalanaceae. Inga underarter finns listade i Catalogue of Life.